# Max Rogers
Max Rogers var ett dansband från Norrköping i Sverige. Det startades år 1961.

## Diskografi

### Album
- Äntligen fredag - 1978
- Med dej i dina armar - 1984
- Pekingpartaj '88 - 1988
- Max Rogers med Lollo - 2002

### Singlar
- Härliga Sleipner/Selene - 1978
- Tjugofyra timmar om da'n/Andante, Andante - 1981
- Peking partaj/Äntligen fredag - 1987
- Kärlekens vingar/Drömmar - 1990
- Peking partaj -91 - 1991
- Du e det finaste jag vet - 1993
- Fri som en fågel - 1996 (med Jonny Lindé)

## Melodier på Svensktoppen
1. Som en sommarvind -  1988 [3]

### Fotnoter
1. ↑  ”Max Rogers firar 50 år som band”. Hallandsposten. 7 september 2011. https://www.hallandsposten.se/nyheter/max-rogers-firar-50-%C3%A5r-som-band-1.1661863. Läst 4 oktober 2022.
2. ↑  Greger jinemo (7 september 2011). ”Max Rogers firar 50 år som band” (på svenska). Hallands Nyheter. https://www.hn.se/n%C3%B6je/musik/max-rogers-firar-50-%C3%A5r-som-band-1.3304804. Läst 4 oktober 2022.
3. ↑  ”Svensktoppen 1988”. Sveriges Radio. 11 mars 1988. http://sverigesradio.se/diverse/appdata/isidor/files/2023/3484.txt. Läst 30 december 2013.